# Comisión de Relaciones Exteriores del Senado de Chile

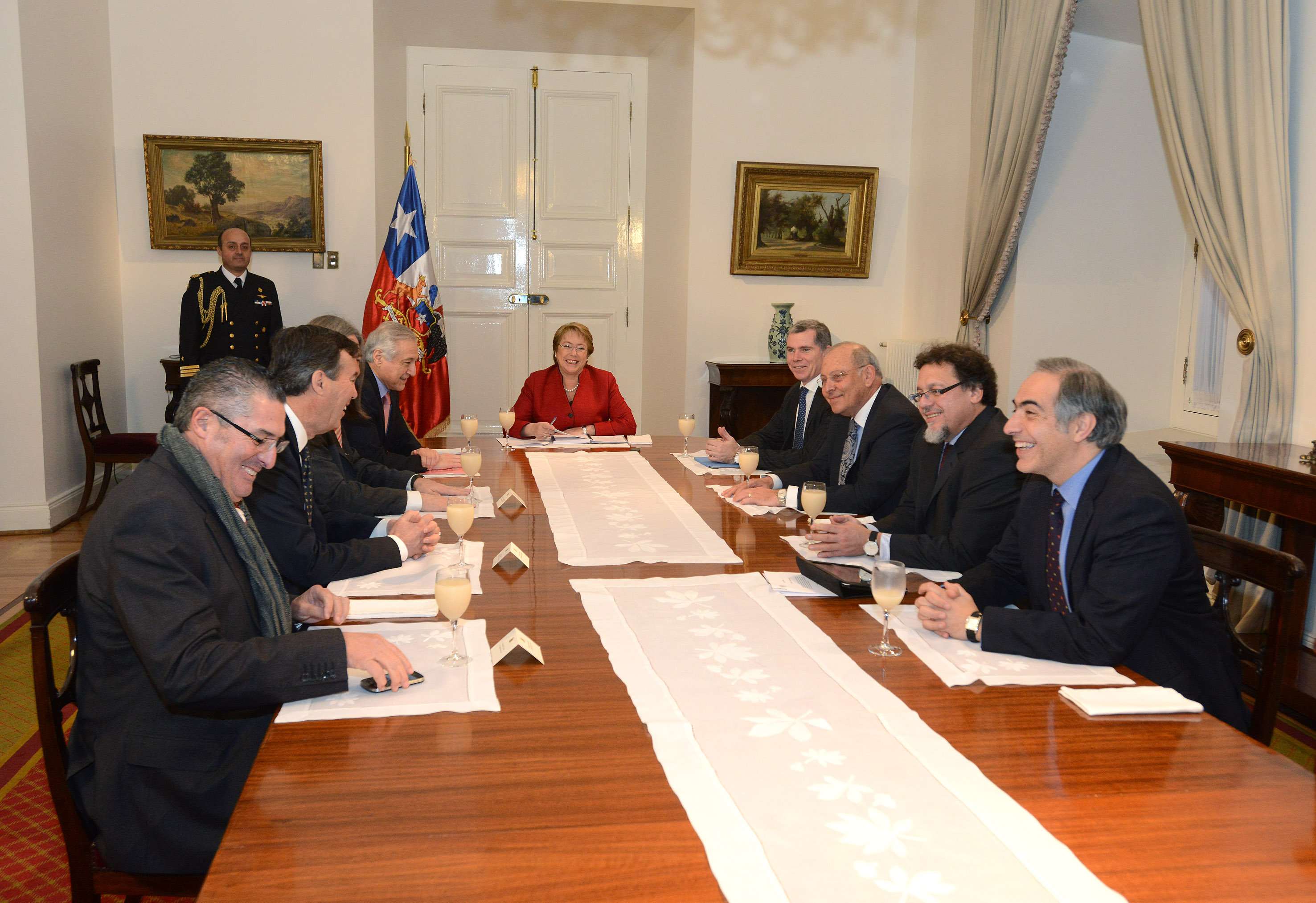
La presidenta Michelle Bachelet reunida con la Comisión de Relaciones Exteriores del Senado para abordar la demanda boliviana ante La Haya (2014).

La Comisión de Relaciones Exteriores del Senado de Chile corresponde a una de las comisiones permanentes del Senado de Chile, en la cual, cinco senadores formulan proyectos de ley referentes al tema del cual trata la comisión, en este caso, las políticas sobre defensa exterior, políticas de comercio internacional, tratados limítrofes, y otras materias respecto a las relaciones de Chile con el extranjero, mociones que luego ser presentados en la sesión plenaria del Senado para su aprobación o rechazo de todos los senadores.

## Historia
Esta comisión se formó en 1840 bajo el nombre de Comisión de Relaciones Exteriores e Interior, asumiendo las responsabilidades del régimen interno y la política externa de Chile, nombre que mantuvo hasta 1876, en que adhirió  Colonización, hasta 1888 en que se llamó simplemente Relaciones Exteriores, temáticas únicas que se sostuvieron hasta 1973 y retornaron junto a la democracia en 1990.[cita requerida]

## Integrantes
En el período legislativo 2022, la comisión está integrada por:
| Miembro             | Partido Político |
| ------------------- | ---------------- |
| Jaime Quintana      | PPD              |
| Francisco Chahuán   | RN               |
| Iván Moreira        | UDI              |
| Ximena Rincón       |                  |
| José Miguel Insulza | PS               |
| Preside la comisión |                  |